# Montoy-Flanville
Montoy-Flanville là một xã trong vùng Grand Est, thuộc tỉnh Moselle, quận Metz-Campagne, tổng Pange. Tọa độ địa lý của xã là 49° 07' vĩ độ bắc, 06° 16' kinh độ đông. Montoy-Flanville nằm trên độ cao trung bình là 206 mét trên mực nước biển, có điểm thấp nhất là 189 mét và điểm cao nhất là 279 mét. Xã có diện tích 6,32 km², dân số vào thời điểm 2005 là 1195 người; mật độ dân số là 189,7 người/km².

## Thông tin nhân khẩu
| 1962 | 1968 | 1975 | 1982 | 1990  | 1999  |
| ---- | ---- | ---- | ---- | ----- | ----- |
| 234  | 252  | 548  | 832  | 1.043 | 1.162 |